# Bertie Carvel
Robert Hugh Carvel, conosciuto come Bertie Carvel (Marylebone, 6 settembre 1977), è un attore, cantante e doppiatore britannico, noto soprattutto per il suo lavoro nel teatro del West End e Broadway.

## Carriera
Dopo aver conseguito la laurea in letteratura inglese all'Università del Sussex, ha studiato recitazione alla Royal Academy of Dramatic Art, diplomandosi nel 2003. 
Attivo sulle scene londinesi dai primi anni 2000, ha recitato in diverse opere di prosa, tra cui Macbeth (2004), Faust (2005) e Vita di Galileo (2007), prima di ottenere un primo successo nel 2007 grazie alla sua interpretazione nel ruolo di Leo Frank nel musical Parade alla Donmar Warehouse; la parte gli è valsa una candidatura al Premio Laurence Olivier. Nel 2010 ha interpretato il ruolo en travesti della preside Agata Spezzindue (Agatha Trunchbull) in Matilda the Musical, prima a Stratford-upon-Avon e poi a Londra; per la sua interpretazione ha vinto il Laurence Olivier Award al miglior attore in un musical ed è stato candidato all'Evening Standard Theatre Award. Nel 2013 ha esordito a Broadway in Matilda, ricevendo ancora il plauso della critica, la vittoria del Drama Desk Award e una candidatura al  Tony Award al miglior attore protagonista in un musical.
Nel 2018 vince il Laurence Olivier Award al miglior attore non protagonista per la sua interpretazione nel ruolo di Rupert Murdoch nella commedia drammatica Ink; l'anno successivo ritorna a Broadway con Ink, per cui vince il Tony Award al miglior attore non protagonista in un'opera teatrale. Nel 2022 e nel 2023 ha recitato all'Old Vic, interpretando Donald Trump in The 47th ed Henry Higgins in Pigmalione.

## Filmografia

### Cinema
- Les Misérables, regia di Tom Hooper (2012)
- Macbeth (The Tragedy of Macbeth), regia di Joel Coen (2021)

### Televisione
- Hawking – film TV (2004)
- Holby City – serie TV, 1 episodio (2006)
- Doctor Who – serie TV, 1 episodio (2007)
- John Adams – miniserie TV, 1 puntata (2008)
- Primeval – serie TV, 2 episodi (2009)
- Waking the Dead – serie TV, 2 episodi (2009)
- L'ispettore Barnaby (Midsomer Murders) – serie TV, episodio 12x07 (2010)
- Sherlock – serie TV, 1 episodio (2010)
- Restless – miniserie TV, 1 puntata (2012)
- The Wrong Mans – serie TV, 1 episodio (2014)
- Jonathan Strange & Mr Norrell – miniserie TV, 7 puntate (2015)
- Doctor Foster – serie TV, 10 episodi (2015-2017)
- The Crown – serie TV, 7 episodi (2017; 2022-2023)
- Un cavallo per la strega (The Pale Horse) – miniserie TV, 2 puntate (2020)
- Baghdad Central – miniserie TV, 6 puntate (2020)
- The Sister – miniserie TV, 4 puntate (2020)
- L'ispettore Dalgliesh (Dalgliesh) – serie TV (2021-in corso)

### Videogiochi
- Haze (2008)
- Star Wars: The Old Republic (2011)
- The Secret World (2012)

## Teatro (parziale)
- Macbeth di William Shakespeare. Union Theatre di Londra (2004)
- La tragica storia del Dottor Faust di Christopher Marlowe. Etcetera Theatre di Londra (2005)
- Vita di Galileo di Bertolt Brecht. National Theatre di Londra (2006)
- The Pride di Alexi Kaye Campbell. Royal Court Theatre di Londra (2008)
- Parade, libretto di Alfred Uhry, colonna sonora di Jason Robert Brown. Donmar Warehouse di Londra (2008)
- Matilda the Musical, libretto di Dennis Kelly, colonna sonora di Tim Minchin. Courtyard Theatre di Stratford (2010), Cambridge Theatre di Londra (2011), Shubert Theatre di Broadway (2012)
- Le Baccanti di Euripide. Almeida Theatre di Londra (2015)
- Lo scimmione di Eugene O'Neill. Old Vic di Londra (2015)
- Splendid's di Jean Genet. Trafalgar Studios (2016)
- Ink di James Graham. Almeida Theatre e Duke of York's Theatre di Londra (2017), Samuel J. Friedman Theatre di Broadway (2019)
- The 47th di James Graham. Old Vic di Londra (2022)
- Pigmalione di George Bernard Shaw. Old Vic di Londra (2023)

## Riconoscimenti
- Tony Award
  - 2013 – Candidatura per il miglior attore protagonista in un musical per Matilda the Musical
  - 2019 – Miglior attore non protagonista in un'opera teatrale per Ink
- Premio Laurence Olivier
  - 2008 – Candidatura per il miglior attore in un musical per Parade
  - 2012 – Miglior attore in un musical per Matilda the Musical
  - 2018 – Miglior attore non protagonista per Ink
- Drama Desk Award
  - 2013 – Miglior attore in un musical per Matilda the Musical
- Evening Standard Theatre Award
  - 2011 – Candidatura per il miglior attore per Matilda the Musical
  - 2017 – Candidatura per il miglior attore per Ink
- Outer Critics Circle Award
  - 2013 – Candidatura per il miglior attore in un musical per Matilda the Musical
  - 2019 – Candidatura per il miglior attore non protagonista in un'opera teatrale per Ink
- Screen Actors Guild Award
  - 2024 – Candidatura per il miglior cast in una serie drammatica per The Crown

## Doppiatori italiani
Nelle versioni in italiano delle opere in cui ha recitato, Bertie Carvel è stato doppiato da:
- Francesco Prando in Doctor Foster
- Loris Loddi in The Crown (ep.2x05)
- Franco Mannella in Un cavallo per la strega
- Roberto Accornero in Baghdad Central
- Andrea Lavagnino in The Sister
- Roberto Pedicini ne L'ispettore Dalgliesh
- Giuseppe Russo in The Crown (s.5-6)